# Кнокке-Хейст

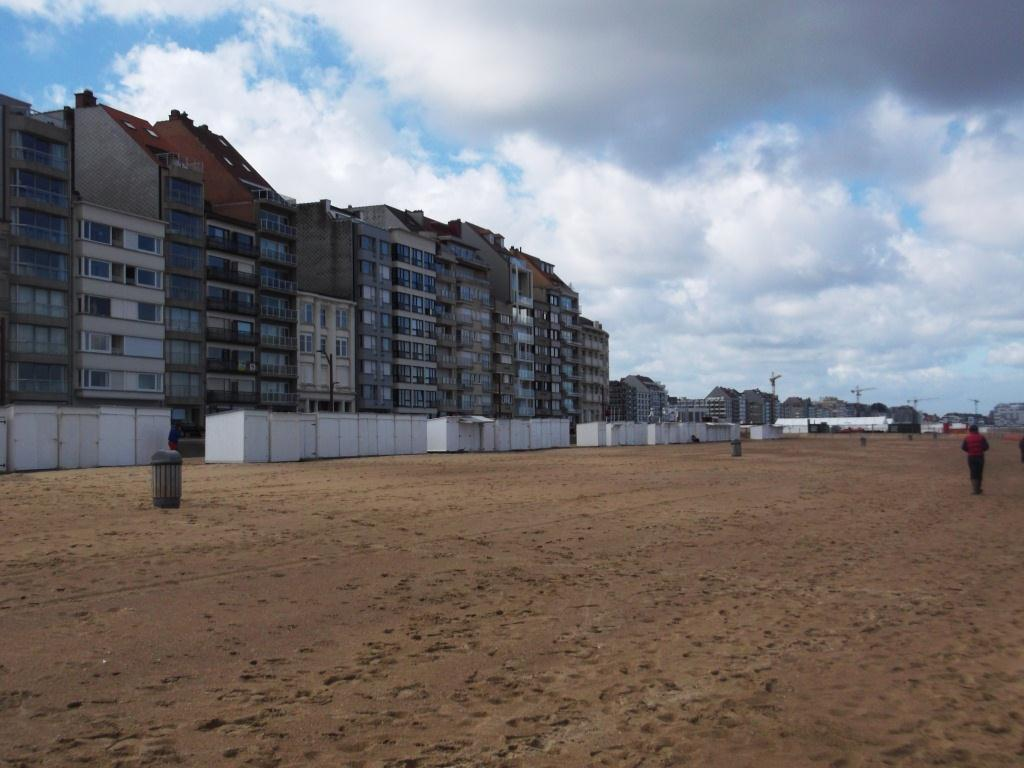
Пляж и набережная

Кнокке-Хейст (нидерл. Knokke-Heist) — город в Бельгии, морской курорт.

## География
Город Кнокке-Хейст находится на крайнем севере Бельгии, на границе с нидерландской провинцией Зеландия. Город лежит на побережье Северного моря. Административно входит в округ Брюгге провинции Западная Фландрия региона Фландрия. Площадь города составляет 56,44 км². Численность населения равна 34.026 человек (на 1 января 2008 года). Плотность населения — 603 чел./км². Кнокке-Хейст состоит из 6 городских районов.
Город известен своим превосходным 12-километровым пляжем и песчаными дюнами на берегу моря. В восточной части Кнокке-Хейста находится природный заповедник Звин, величиной в 150 гектаров, где обитают и выводят птенцов редкие морские птицы. Здесь же находится и папилионарий (нидерл. vlindertuin) — заказник для более чем 400 видов бабочек.
Кнокке-Хейст является популярным местом отдыха у жителей Бельгии, Нидерландов и северо-западной Германии.

## Транспорт

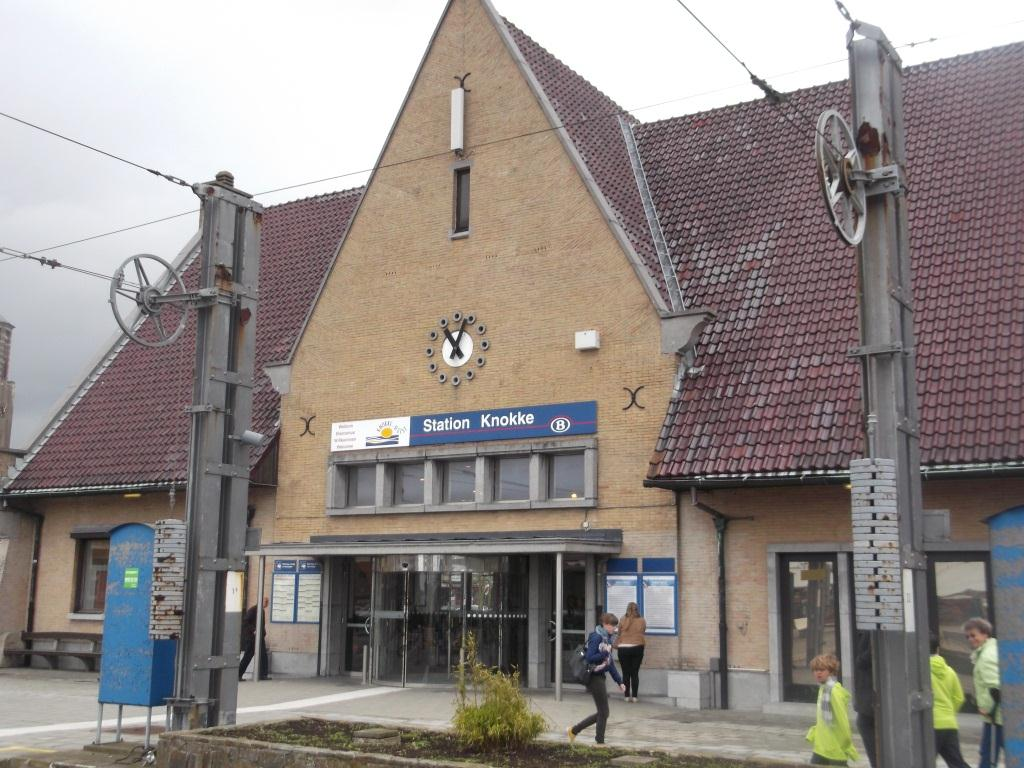
Вокзал

Железнодорожным сообщением связан с Брюсселем, Брюгге и другими городами Бельгии. Автобусные линии главным образом в Брюгге. Северный конечный пункт Берегового трамвая.

## Персоналии
- В городе жил и скончался Корней Хейманс, лауреат Нобелевской премии в области физиологии и медицины за 1938 год.
- Здесь родился Ганс Вермеерс, бельгийский композитор и дирижёр.